# Timosjenkos balkteori

Böjning av en balk.

Timosjenkos balkteori beskriver böjning av balkar med hänsyn tagen till skjuvdeformation, och om dynamiska förlopp avses, balktvärsnittets rotationströghet. Timosjenkos balkteori beskriver på ett bättre sätt deformationen av en balk - särskilt korta balkar eller kompositbalkar - än vanlig Bernoulli-Euler-teori. Den är dock avsevärt mer komplicerad att tillämpa eftersom den använder två oberoende variabler, utböjningen på grund av ren böjning {\displaystyle w_{\mathrm {b} }} och utböjningen på grund av skjuvning {\displaystyle w_{\mathrm {s} }}, vilket innebär mer komplicerade randvillkor. Den totala utböjningen {\displaystyle w} ges av superpositionen av dessa komponenter, {\displaystyle w=w_{\mathrm {b} }+w_{\mathrm {s} }.}
Timosjenkoteorin konvergerar mot Bernoulli-Euler-teori om materialets skjuvmodul är oändlig och tvärsnittets rotationströghet försumbar.
Modellen utvecklades i början av 1900-talet av den ryske forskaren Stepan Timosjenko och tillämpas i till exempel FEM-analys.